# سام لي (مغني)
سام لي (بالصينية: 李聖傑) هو مغني وكاتب أغاني صيني، ولد في 18 يناير 1979 في كاوهسيونغ في تايوان.

## وصلات خارجية
- سام لي على موقع IMDb (الإنجليزية)
- سام لي على موقع ميوزك برينز (الإنجليزية)